# Nkogoa feai
Nkogoa feai is een hooiwagen uit de familie Assamiidae.